# هيكتور سام
هيكتور مكلويد سام (بالإنجليزية: Hector McLeod Sam)‏ (مواليد 25 فبراير 1978 في مونت هوب) لاعب كرة قدم ترينيدادي دولي يجيد اللعب في خط الهجوم . يلعب حاليا لصالح نادي سان خوان خابلوتيه الترينيدادي من سنة 2009 .

## روابط خارجية
- هيكتور سام على موقع قاعدة بيانات كرة القدم.إي يو (الإنجليزية)
- هيكتور سام على موقع ناشيونال فوتبول تيمز (الإنجليزية)
- هيكتور سام على موقع Soccerbase.com (لاعب) (الإنجليزية)
- هيكتور سام على موقع عالم كرة القدم.نت (الإنجليزية)